# Afrikaspiele 2019/Leichtathletik – 10.000 m der Frauen
Der 10.000-Meter-Lauf der Frauen bei den Afrikaspielen 2019 fand am 29. August im Stade Moulay Abdallah in Rabat statt.
Neun Läuferinnen aus fünf Ländern nahmen an dem Wettbewerb teil. Die Goldmedaille gewann Tsehay Gemechu mit 31:56,92 min, Silber ging an Zeineba Yimer mit 31:57,95 min und die Bronzemedaille gewann Dera Dida mit 31:58,78 min.

## Rekorde
| Weltrekord        | Almaz Ayana | 29:17,45 min | Olympische Spiele in Rio de Janeiro, Brasilien | 12. August 2016    |
| Rekord der Spiele | Alice Aprot | 31:24,18 min | Afrikaspiele in Brazzaville, Republik Kongo    | 16. September 2015 |

## Ergebnis
29. August 2019, 18:02 Uhr
| Platz | Athletin             | Land         | Zeit (min) |
| ----- | -------------------- | ------------ | ---------- |
|       | Tsehay Gemechu       | Äthiopien    | 31:56,92   |
|       | Zeineba Yimer        | Äthiopien    | 31:57,95   |
|       | Dera Dida            | Äthiopien    | 31:58,78   |
| 4     | Irene Jepchumba      | Kenia        | 32:05,12   |
| 5     | Caroline Nyaga       | Kenia        | 32:24,17   |
| 6     | Monica Chirchir      | Kenia        | 32:43,63   |
| 7     | Rachael Zena Chebet  | Uganda       | 32:48,03   |
| 8     | Marthe Yankurije     | Ruanda       | 33:17,87   |
| 9     | Yodit Abraham Kahsay | Eritrea      | 34:35,17   |
|       | Isatu Turay          | Sierra Leone | DNS        |
|       | Stella Chesang       | Uganda       | DNS        |